# III. Piusz pápa
III. Piusz (Pius) pápa (eredeti nevén: Francesco Nanni Todeschini Piccolomini; Siena, 1439. május 29. – Róma, 1503. október 18.) a 215. római pápa 1503-ban.
Mindössze huszonhat napig regnált a megerősített Pápai állam és az egyház felett. A VI. Sándor pontifikátusa után összeült konklávé a rossz emlékektől átitatva nem tudott egyezségre jutni, ki is legyen az újabb egyházfő. Ezért a pápaválasztás régi bevett módszeréhez folyamodtak, és idős, beteg bíborost választottak pápának. Piusz uralkodása annyira rövid volt, hogy igazi jelentőséget nem sikerült elérnie.

## Élete a szent hivatal előtt
1439. május 29-én született Sienában Francesco Nanni Todeschini néven. A Piccolomini családnevet csak később vette fel. Enea Silvio Piccolomininek, a későbbi II. Piusz pápának unokaöccse volt, ugyanis anyja, Laodamia Enea Silviónak testvére volt. A gyermek Francesco életéről nem sok mindent tudunk, ugyanis családja lecsúszott nemesi rangban sínylődött. Első évei valóságos nyomorban teltek el. A változást mindenképpen nagybátyja trónra emelkedése jelentette 1458-ban. A pápa maga mellé vette a gyermeket, és saját maga felügyelte Francesco neveltetését. Ekkor vehette fel a Piccolomini nevet és a család címerét is. Perugiában jogot tanult, majd a kánoni jog doktoraként fejezte be tanulmányait alig két év alatt. II. Piusz alig várta, hogy a nepotizmus jótékony hatásait rázúdítsa unokaöccsére, így amint egyetemi végzettségre tett szert, azonnal ki is nevezte Siena érsekjének. 1460. március 5-én pedig a Sant'Eustachio-templom bíborosi rangját adta az alig huszonkét éves Francescónak.
Gyors felemelkedésének ellenére képzett és talpraesett klerikus vált belőle, igaz a bíborosi kalap megszerzésekor még csak a papi felszentelésen sem esett át. Piusz hamarosan követként küldte őt a Márkákba, Ancona urához. A pápai követséget Marsico püspöke vezette, aki akkoriban elismert szónok és diplomata volt. A pápa valószínűleg tanítómesterként szánta őt unokaöccse számára, aki az anconai út során rengeteg tapasztalatot szerzett, és sikerekkel tért haza. A kúriában Piusz ragaszkodott ahhoz, hogy Francesco megtanuljon németül. Emellett Francesco kardinális egyre jobban elmélyedt az egyház tanaiban és tudományaiban. Több krónika is úgy emlékezett meg róla, mint aki feddhetetlen erkölcsben él a kúria falai között, és ráadásul a nap minden percét imádságnak, vagy leginkább a tudományoknak szenteli. Mértéktartását egyik közeli barátja, Sigismondo de Conti így írja le: "Francesco étel és ital tekintetében is annyira visszafogott volt, hogy csak minden másnap engedett magához ételt és akkor is csak vacsora idején." Ennek ellenére több forrás is megemlékezik arról, hogy a szeplőtelen múltban azért akad egy-két törvénytelen gyermek is. Kétséget kizáróan ezt eddig még nem sikerült bizonyítani. 

Tudása, értelme és erkölcsös élete miatt megőrizhette befolyását a bíborosi kollégiumban nagybátyja halála után is. II. Pál pápa legátusként küldte őt Németországba a Regensburgba összehívott birodalmi gyűlésre. Sikerrel képviselte itt az egyház érdekeit, és német nyelvtudásával több helyi klerikust is meg tudott győzni ügye érdekében. Később nem volt jelen a IV. Szixtuszt és VI. Sándort megválasztó konklávén sem. Sőt a két botrányos pontifikátust végigvivő egyházfő uralkodása alatt inkább távolmaradt Rómától. Szixtusz ennek ellenére felkérte, hogy utazzon el Umbriába, hogy ott helyreállítsa az egyházi fegyelmet. Ezek mellett az erkölcsi fertőbe süllyedő pápai udvarban nem igen fordult meg a két egyházfő alatt. 
A tudományok szerelmeseként 1502-ben könyvtárat alapított Sienában. A könyvtár épületét folyosóval kötötte össze a dómmal, és úgy gondolta, hogy saját és nagybátyja humanista gyűjteményét fogja itt elhelyezni. A bíboros Pinturicchiót bízta meg a könyvtár belsejének kidíszítésével. A boltozat mellett tíz falakat díszítő freskót rendelt meg tőle, amely nagybátyja életének egyes állomásait ábrázolta. A kiváló festő öt éven keresztül dolgozott a Piccolomini-könyvtáron, és végül a könyvek mégsem kerültek ide, bár az épület azóta is a dóm együttesének lenyűgöző része maradt.

## Rövid regnálás
Amikor a botrányos uralkodású Borgia pápa, VI. Sándor meghalt, a konklávé a felgyülemlett sértések miatt nagy eréllyel fogott bele az újabb egyházfő megválasztásába. De a kollégiumban nem lehetett egyezséget kötni. A korábban Franciaország államminisztereként működő d’Amboise bíboros volt az egyik esélyese a választásnak, de vele egyértelműen a franciabarát párt jutott volna hatalomra. Mellette Giuliano della Rovere bíboros is nagy esélyeket dédelgethetett, illetve a Sforza kardinális is esélyes volt a pápai trónra. A konklávé ennek ellenére nem a Sixtus-kápolna falain belül dőlt el. A bíborosok igyekeztek rábírni Cesare Borgiát Róma elhagyására, hogy valóban független választást tarthassanak. Ez többé-kevésbé sikerült is a konklávénak, és hamar kiderült, hogy a három jelölt sosem fogja tudni megszerezni a kétharmados többséget. Ezt először della Rovere bíboros ismerte fel, és úgy döntött, hogy amennyiben ő nem lehet egyházfő, legyen egy olyan ember, aki befolyásolható vagy legalábbis öreg és beteg. Giuliano kardinális titokban szövetséget kötött Cesaréval, aki a Borgia-módszereket felhasználva hamar meggyőzte a konklávé kellő hányadát Piccolomini bíboros megválasztásáról.

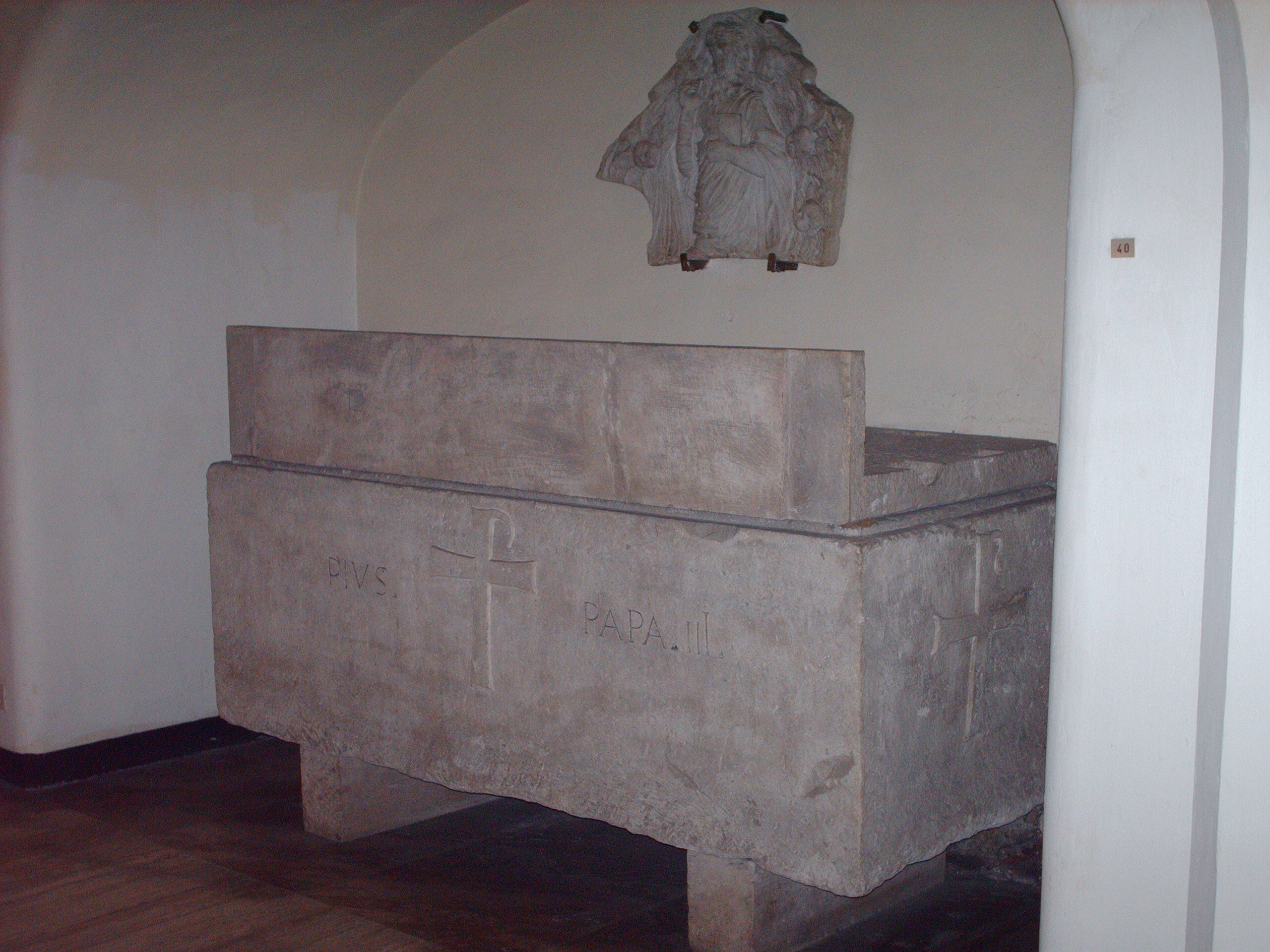
Piusz pápa síremlékműve a Szent Péter-bazilika altemplomában

1503. szeptember 22-én tehát új pápát választott a Szent Kollégium. Francesco október 8-án felszentelése napján felvette a III. Piusz uralkodói nevet, nagybátyja tiszteletére. A beiktatási ceremónia előtt felvette a papi szentséget is. A trónra lépésekor hatvannégy éves bíboros korához képest sokkal öregebbnek tűnt, és ráadásul elviselhetetlen köszvény is kínozta. Piusznak jórészt még csak arra sem volt ideje, hogy berendezkedjen a pápai palotában. Giuliano bíboros kiváló politikai érzékkel teljesen behálózta az egyházfőt, és így egyetlen fennmaradt pápai intézkedése az volt, hogy Cesare Borgiát letartóztassa, és börtönbe vettesse.
Betegsége azonban huszonhat nappal megválasztása után legyőzte, s 1503. október 18-án örökre lehunyta szemeit. A sienai kormányzó, Pandolfo Petrucci által levezényelt nyomozás a mérgezést sem zárta ki Piusz gyors elhalálozásának okaként. Testét a Szent Péter-bazilika altemplomában helyezték örök nyugalomra, majd nagybátyjával együtt a S. Andrea della Valle-templomba kerültek át. 

## Művei
- nincsenek Documenta Catholica Omnia (latin nyelven). Cooperatorum Veritatis Societas. (Hozzáférés: 2011. december 6.)

| Előző pápa: VI. Sándor | Római pápa 1503 | Következő pápa: II. Gyula |